# Bocci
Bocci (укр. Боччі)– це канадська дизайнерська та виробнича компанія, розташована у Ванкувері та Берліні, заснована в 2005 році Ренді Бішопом та Омером Арбелем. Bocci спеціалізується на скульптурному освітленні та великих свитільних установках.

## Історія
Компанія розпочала свою діяльність у 2005 році після випадкової зустрічі Ренді Бішопа та Омера Арбела під час Нью-Йоркського тижня дизайну. Арбель демонстрував ранній прототип "14" – скляний підвісний світильник, який привернув увагу Бішопа.  Повернувшись у Ванкувер, Бішоп і Арбель започаткували компанію Боччі і почали виробництво "14". Бішоп в даний час займається бізнес-сторінкою компанії, а Арбель є креативним директором.

## Дизайн
На даний момент у Боччі є сім сімейств освітлення (14, 16, 21, 28, 38, 57 і 73), два дизайнерських об'єкти (19 і 25) та одна колекція електричних аксесуарів (22). Серії іменуються числами 14, 16, 21, 28, 38, 57 і 73, тим самим відображаючи їх місце в хронології творчого процесу Арбеля.
Колекції світильників Bocci Омер Арбель нумерує в порядку створення, підкреслюючи таким чином, що не кожнен дизайнерський шедевр доходить до масового споживача. І деякі моделі світильників знайти можна тільки в приватних колекціях.
Найпопулярніша колекція 14, що є візитною карткою Боччі. Це скляна куля, виготовлена з боросилікатного скла, що має ефект двох плаваючих свічок у воді.

Світильник Bocci Standard 14.1m original (G4)

Колекція 21 – ніжна і чуттєва, як бутони квітів. Виконана зі скла та порцеляни зі світлодіодним світловим елементом. 

Cвітильник Bocci 28.1 Clear Glass original (G4)

Колекція 28 – втілення інноваційної технології, що полягає в управлінні стихіями вогню і повітря. Результатом чого виходить нерівномірна сфера з внутрішнім рельєфом і утвореннями, всередину яких поміщають ксеноновий або світлодіодний елемент. 
Колекція 38 технологічно є більш розвинутою за моделі 28. Асиметричні сфери, з досить глибокими порожнинами для утримування в них невеликих сукулентів.

## Проекти
Боччі часто бере участь у великих громадських закладах, які дозволяють амбітному і нестримному вираженню своєї внутрішньої культури та колективних ідеалів. У 2013 році на під'їзді до музею Вікторії та Альберта в Лондоні підвішено 280 підвісків із 28 скляних світильників – це понад 30 метрів вниз мідних дротів. У 2014 році Арбель працював з антикваріатом "Маллетт", щоб наповнити їх усім виставковим салоном сучасними світильниковими інсталяціями - приклади 28, 38 та 57 розміщени по всьому будинку і проливають світло на вулицю Довер. 